# F-Zero 99
F-Zero 99 is een computerspel ontwikkeld door Nintendo Software Technology en uitgegeven door Nintendo voor de Switch. Het racespel is uitgekomen op 14 september 2023.

## Gameplay
F-Zero 99 is gebaseerd op het spel F-Zero in de reeks voor de Super Nintendo. De gameplay is aangepast naar een battle royalespel, waarin de speler het opneemt tegen 98 andere online spelers. Doel van het spel is zo lang mogelijk in de race te blijven, en als eerste over de finishlijn te eindigen.
Het voertuig is voorzien van een energiemeter die afneemt als de speler botst tegen andere voertuigen. Wanneer er voldoende energie is, kan de speler een boost gebruiken door over een bovenliggende baan te rijden, en zo voor beperkte tijd tegenstanders ongehinderd in te halen.
Verschillende modi in het spel zijn een Grand Prix-modus, Team Battle, oefenstand en gevorderde racebanen.
Spelers kunnen door het voltooien van opdrachten nieuwe skins voor hun raceauto en personage vrijspelen.

## Ontvangst
| Recensiescore       | Recensiescore |
| Recensieverzamelaar | Score         |
| ------------------- | ------------- |
| Metacritic          | 80%           |
| Publicist           | Score         |
| Nintendo Life       | 9             |
| Jeuxvideo.com       | 14/20         |
| Hardcore Gamer      | 4/5           |

F-Zero 99 ontving positieve recensies. Men prees het grafische gedeelte en de spelbesturing. Kritiek was er op de soms chaotische gameplay en het lage aantal racebanen.
Op Metacritic, een recensieverzamelaar, heeft het spel een score van 80%.